# Гуммолосары
Гу́ммолосары (фин. Humalasaari) — упразднённая деревня на территории города Пушкина в Пушкинском районе Санкт-Петербурга, в настоящее время — исторический район.

## Название
Финское название деревни Humalasaari переводится как «хмельной остров».

## История
В 1779 году часть земель деревни Гумолоссары была выделена под строительство города София.
Согласно «Топографической карте окрестностей Санкт-Петербурга» Ф. Ф. Шуберта 1831 года деревня называлась Гуммоллассары и состояла из 20 крестьянских дворов.

ГУММОЛОСАРЫ — деревня, принадлежит ведомству Царскосельского дворцового правления, число жителей по ревизии: 60 м. п., 70 ж. п. (1838 год)

В пояснительном тексте к этнографической карте Санкт-Петербургской губернии П. И. Кёппена 1849 года она записана как деревня Humalasaari (Гуммолосары) и указано количество её жителей на 1848 год: савакотов — 47 м. п., 42 ж. п., всего 89 человек.

ГУММОЛОХАРЫ — деревня Царскосельского дворцового правления, по почтовому тракту, число дворов — 9, число душ — 48 м. п. (1856 год)

Согласно «Топографической карте частей Санкт-Петербургской и Выборгской губерний» 1860 года деревня называлась Гуммоллассары и состояла из 9 дворов. Через деревню проходила дорога из царскосельского Екатерининского дворца в Павловск.

ГУММОЛОСАРЫ — деревня удельная при водопроводном канале, число дворов — 9, число жителей: 115 м. п., 117 ж. п. (1862 год)

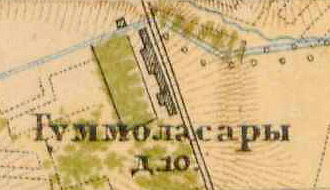
План деревни Гуммолосары. 1885 год

В 1885 году деревня называлась Гуммоласары и насчитывала 10 дворов.
В конце XIX — начале XX века деревня административно относилась к 3-му стану Царскосельского уезда Санкт-Петербургской губернии.
С 1917 по 1920 год деревня Гуммолосары находилась в составе Гуммолосарского сельсовета Кошелевской волости Детскосельского уезда.
С 1920 года в составе Слуцкой волости.
С 1923 года в составе Гатчинского уезда .
С 1924 года в составе Перелесенского сельсовета.
С 1926 года вновь в составе Гуммолосарского сельсовета. Согласно данным переписи населения СССР 1926 года в деревне Гумолосары Гумолосаровского сельсовета Слуцкой волости Троцкого уезда проживали 282 человека, большинство финны, а также русские, поляки, латыши и литовцы.
С 1927 года в составе Детскосельского района.
С 1930 года в составе Ленинградского Пригородного района.
С 1931 года в составе Тярлевского сельсовета.
По данным 1933 года деревня называлась Гуммолосаро и входила в состав Тярлевского сельсовета Ленинградского Пригородного района Ленинградской области.
С 1936 года в составе Слуцкого (Павловского) района.

Деревня Гуммолосары на карте 1939 года

Согласно топографической карте РККА 1939 года деревня насчитывала 79 дворов.
С 1 сентября 1941 года по 24 января 1944 года немецкая оккупация.
В 1952 году население деревни Гуммолосары составляло 245 человек.
1 июля 1953 года деревня была передана в состав Пушкинского района Ленинграда.

## Современность
Название Гуммолосары носит местная конечная остановка общественного транспорта. 
В настоящее время исторический район застраивается элитными малоэтажными строениями.
Одной из основных достопримечательностей Гуммолосар является Детская деревня — SOS.

## Память
По деревне Гуммолосары называется Гуммолосаровская улица в Павловске. Ранее она называлась Гуммолосаровской дорогой, поскольку вела сюда.

## Известные уроженцы
- Гюннинен, Эдуард Матвеевич (1921—2016) — советский и российский учёный-радиофизик

## Фото

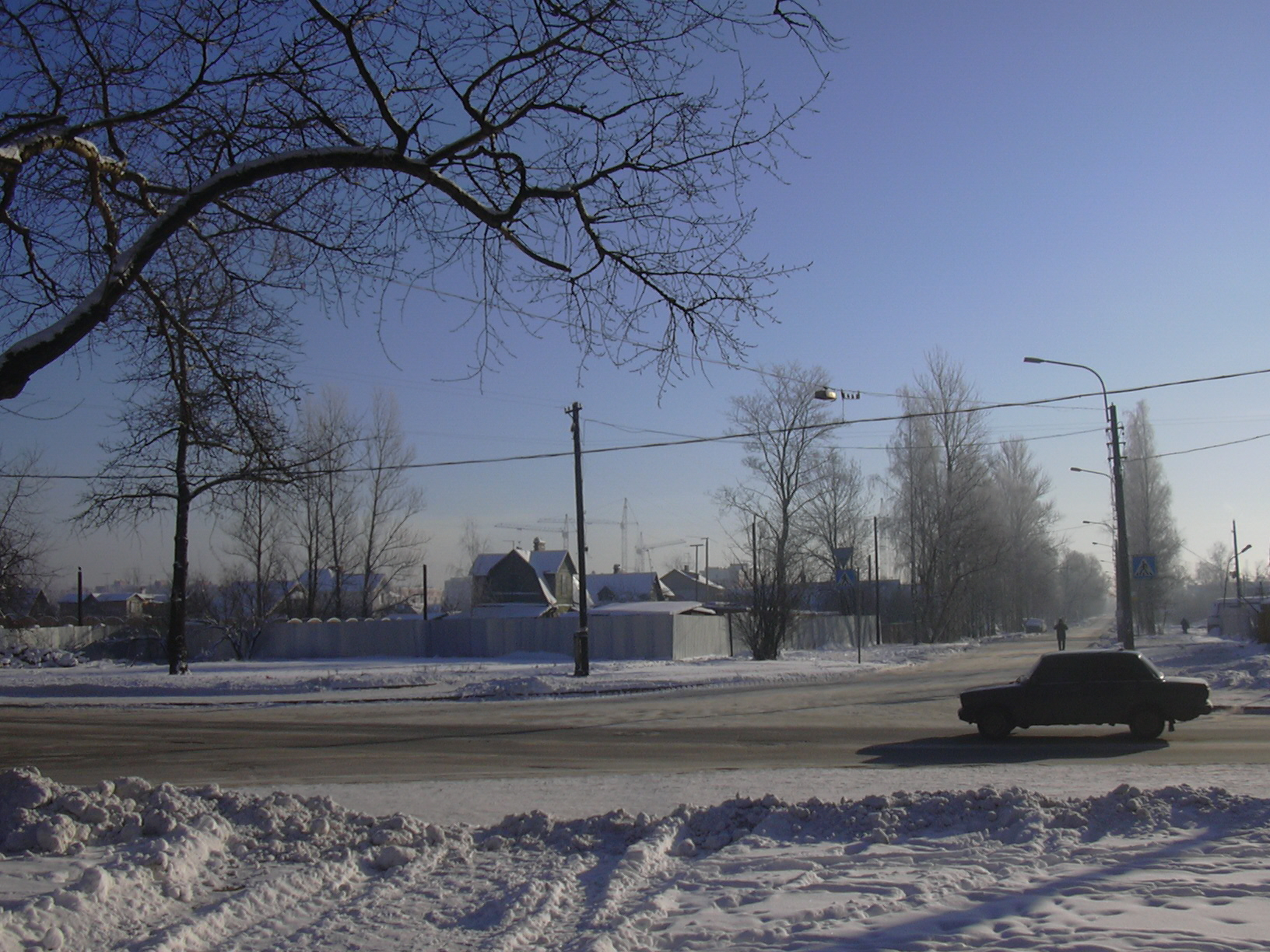
Вид со стороны Сапёрной улицы
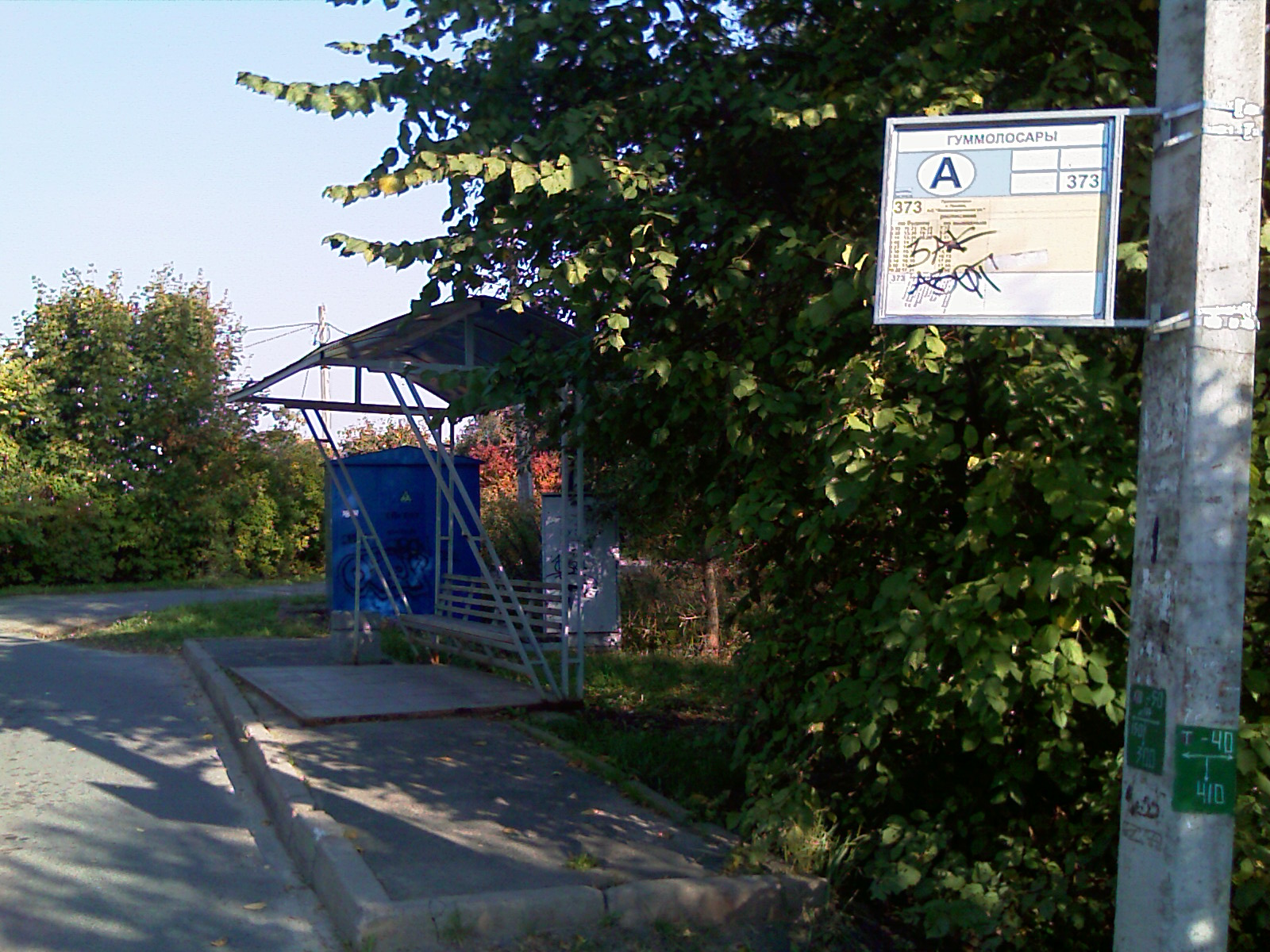
Автобусная остановка
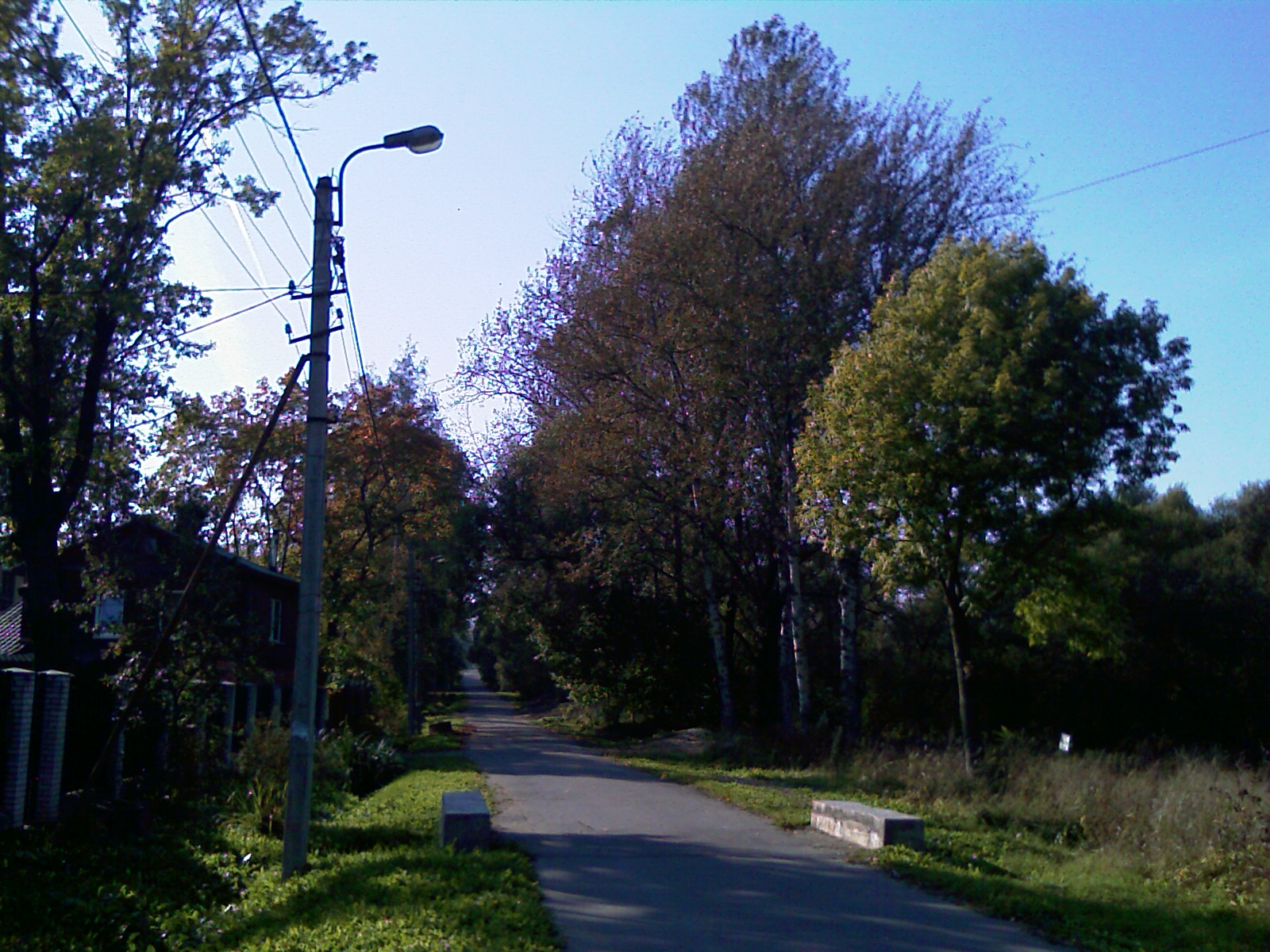
Вокзальная улица
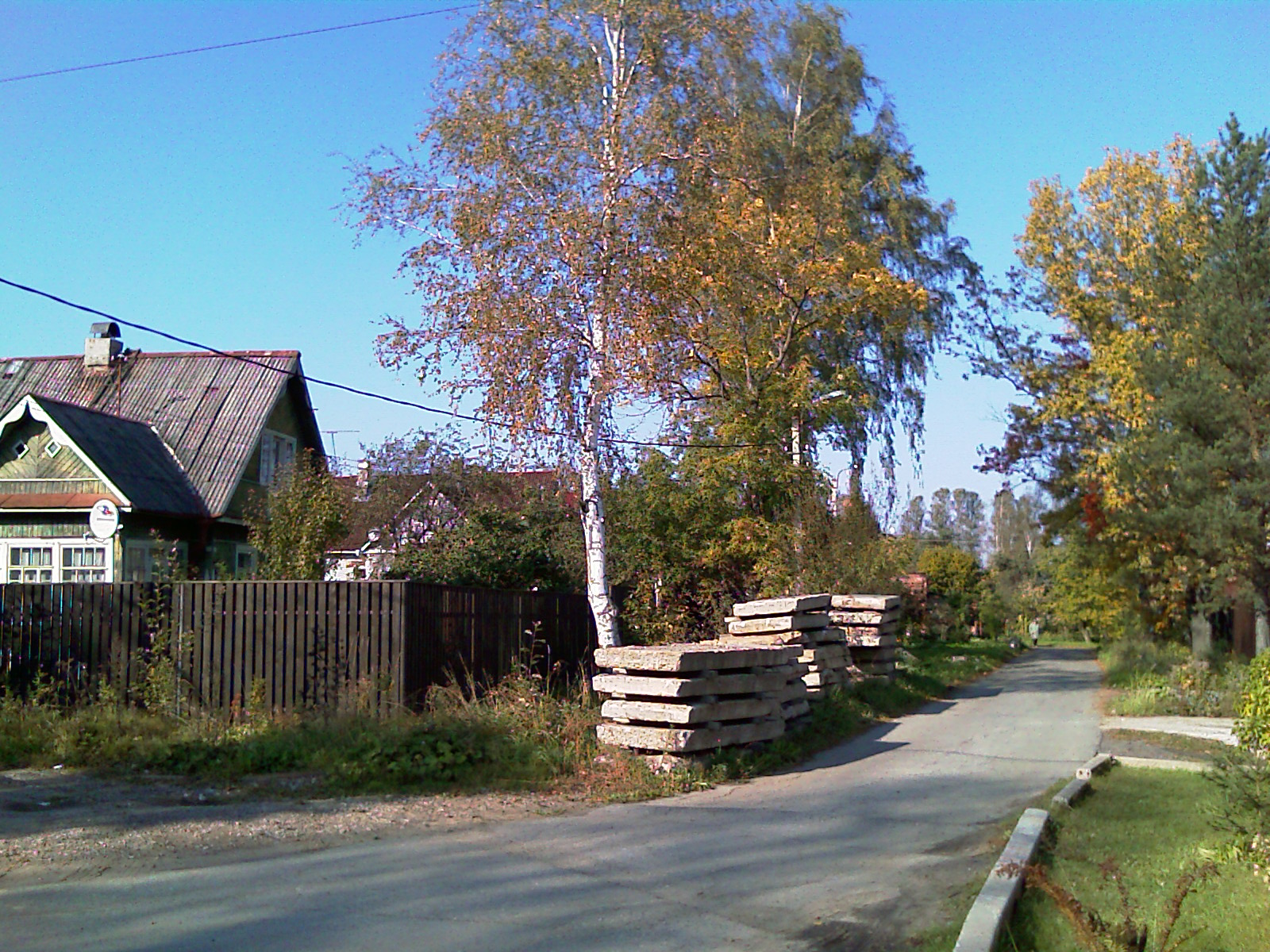
Железнодорожная улица